# Pensalvos e Parada de Monteiros
Pensalvos e Parada de Monteiros (oficialmente, União das Freguesias de Pensalvos e Parada de Monteiros) é uma freguesia portuguesa do município de Vila Pouca de Aguiar, com 47,17 km² de área e 288 habitantes (censo de 2021). A sua densidade populacional é 6,1 hab./km².

## História
Foi criada aquando da reorganização administrativa de 2012/2013, resultando da agregação das antigas freguesias de Pensalvos e Parada de Monteiros:

## Demografia
A população registada nos censos foi:
| Distribuição da População por Grupos Etários | Distribuição da População por Grupos Etários | Distribuição da População por Grupos Etários | Distribuição da População por Grupos Etários | Distribuição da População por Grupos Etários | Distribuição da População por Grupos Etários |
| -------------------------------------------- | -------------------------------------------- | -------------------------------------------- | -------------------------------------------- | -------------------------------------------- | -------------------------------------------- |
| Antes da agregação                           |                                              |                                              |                                              |                                              |                                              |
| Ano                                          | 0-14 anos                                    | 15-24 anos                                   | 25-64 anos                                   | >= 65 anos                                   | Total                                        |
| 2001                                         | 37                                           | 61                                           | 234                                          | 148                                          | 480                                          |
| 2011                                         | 26                                           | 16                                           | 149                                          | 159                                          | 350                                          |
| Após a agregação                             |                                              |                                              |                                              |                                              |                                              |
| Ano                                          | 0-14 anos                                    | 15-24 anos                                   | 25-64 anos                                   | >= 65 anos                                   | Total                                        |
| 2021                                         | 14                                           | 17                                           | 119                                          | 138                                          | 288                                          |